# Hoffmannia sessilifolia
Hoffmannia sessilifolia är en måreväxtart som beskrevs av Louis Otho Otto Williams. Hoffmannia sessilifolia ingår i släktet Hoffmannia och familjen måreväxter. Inga underarter finns listade i Catalogue of Life.